# Плезантс
Округ Плезантс (англ. Pleasants County) располагается в США, штате Западная Виргиния. Официально образован в 1851 году, получил своё название в честь американского политического и государственного деятеля, 22-го губернатора штата Виргиния Джеймса Плезантса. По состоянию на 2012 год, численность населения составляла 7605 человек.

## География
По данным Бюро переписи США, общая площадь округа равняется 350 км², из которых 337 км² суша и 11 км² или 3,3 % это водоёмы.

### Соседние округа
- Вашингтон (Огайо) — север
- Тайлер (Западная Виргиния) — восток
- Ритчи (Западная Виргиния) — юго-восток
- Вуд (Западная Виргиния) — юго-запад

## Население
По данным переписи населения 2000 года в округе проживает 7 514 жителей в составе 2 887 домашних хозяйств и 2 136 семей. Плотность населения составляет 22 человека на км². На территории округа насчитывается 3 214 жилых строений, при плотности застройки около 9-ми строений на км². Расовый состав населения: белые — 98,30 %, афроамериканцы — 0,48 %, коренные американцы (индейцы) — 0,71 %, азиаты — 0,20 %, представители других рас — 0,07 %, представители двух или более рас — 0,49 %. Испаноязычные составляли 0,37 % населения независимо от расы.
В составе 32,70 % из общего числа домашних хозяйств проживают дети в возрасте до 18 лет, 60,10 % домашних хозяйств представляют собой супружеские пары проживающие вместе, 10,40 % домашних хозяйств представляют собой одиноких женщин без супруга, 26,00 % домашних хозяйств не имеют отношения к семьям, 22,90 % домашних хозяйств состоят из одного человека, 12,30 % домашних хозяйств состоят из престарелых (65 лет и старше), проживающих в одиночестве. Средний размер домашнего хозяйства составляет 2,51 человека, и средний размер семьи 2,93 человека.
Возрастной состав округа: 23,80 % моложе 18 лет, 7,80 % от 18 до 24, 28,70 % от 25 до 44, 24,80 % от 45 до 64 и 14,90 % от 65 и старше. Средний возраст жителя округа 39 лет. На каждые 100 женщин приходится 100,20 мужчин. На каждые 100 женщин старше 18 лет приходится 96,20 мужчин.
Средний доход на домохозяйство в округе составлял 32 736 USD, на семью — 37 795 USD. Среднестатистический заработок мужчины был 31 068 USD против 18 077 USD для женщины. Доход на душу населения составлял 16 920 USD. Около 10,90 % семей и 13,70 % общего населения находились ниже черты бедности, в том числе — 17,80 % молодежи (тех кому ещё не исполнилось 18 лет) и 7,90 % тех кому было уже больше 65 лет.